# داوا نیومن
داوا نیومن (انگلیسی: Dava Newman؛ زادهٔ ) یک سیاست‌مدار اهل ایالات متحده آمریکا است. وی معاون سابق ناسا بود.